# HMS Bristol (1969)
Эскадренный миноносец «Бристоль (D23)» (англ. HMS Bristol (D23) — эскадренный миноносец с управляемым ракетным оружием Военно-морских сил Великобритании. Принадлежал к эсминцам типа 82, которые должны были стать эскортными кораблями для перспективных авианосцев типа CVA-01. Намечалось построить серию эсминцев типа 82 из четырёх единиц.
Планы Адмиралтейства были изменены в феврале 1966 года, от постройки двух новых авианосцев отказались и проект строительства эсминцев типа 82 был тоже свёрнут. Тем не менее, было решено построить один корабль по этому проекту, главным образом для испытания новых технологий.
Спущенный на воду в 1969 г., корабль имел четыре новыx типа систем вооружения и радиоэлектронного оборудования.

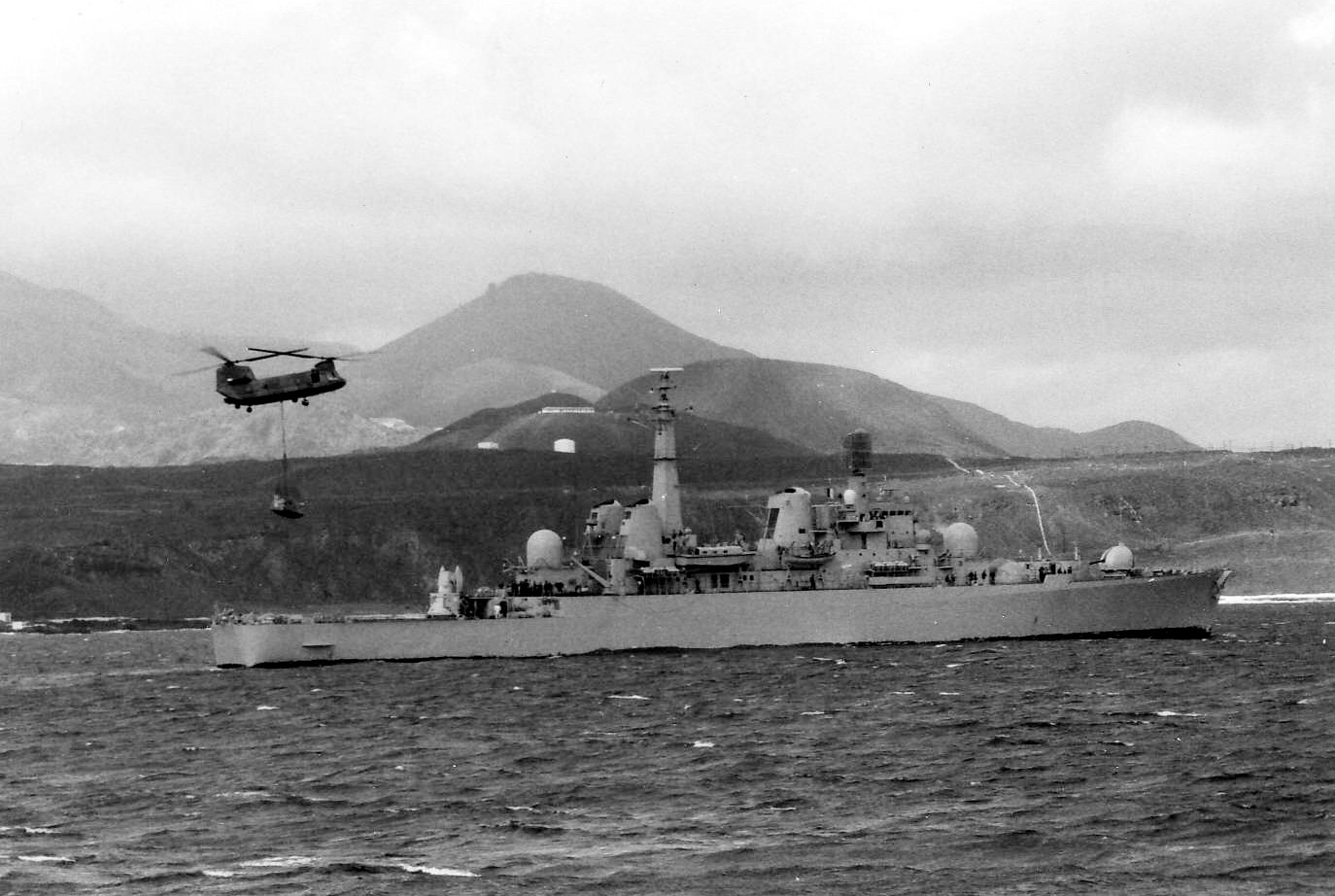
«Бристоль» у Фолклендскиx островов, 1982